# Estofada

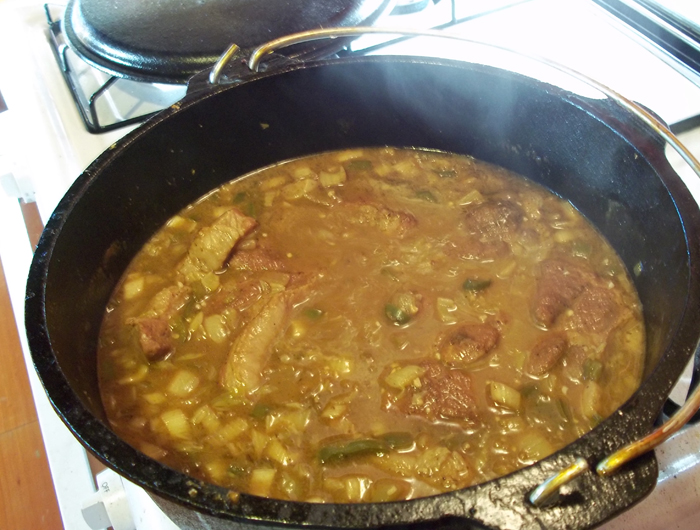
Porc rostit i verdures cuites en una paella de ferro colat de sis quarts de galó.

L'estofada o ofegada és un mètode de cocció amb vapor a foc lent, en un recipient tancat, com una cassola, utilitzant solament l'aigua d'un plat per a cuinar-lo sota pressió.
L'estofada a foc lent evita que els aliments es daurin i, per tant, conserva més el gust propi del plat.